# Corydalis cheilanthifolia
Corydalis cheilanthifolia là một loài thực vật có hoa trong họ Anh túc. Loài này được Hemsl. mô tả khoa học đầu tiên năm 1892.

## Hình ảnh

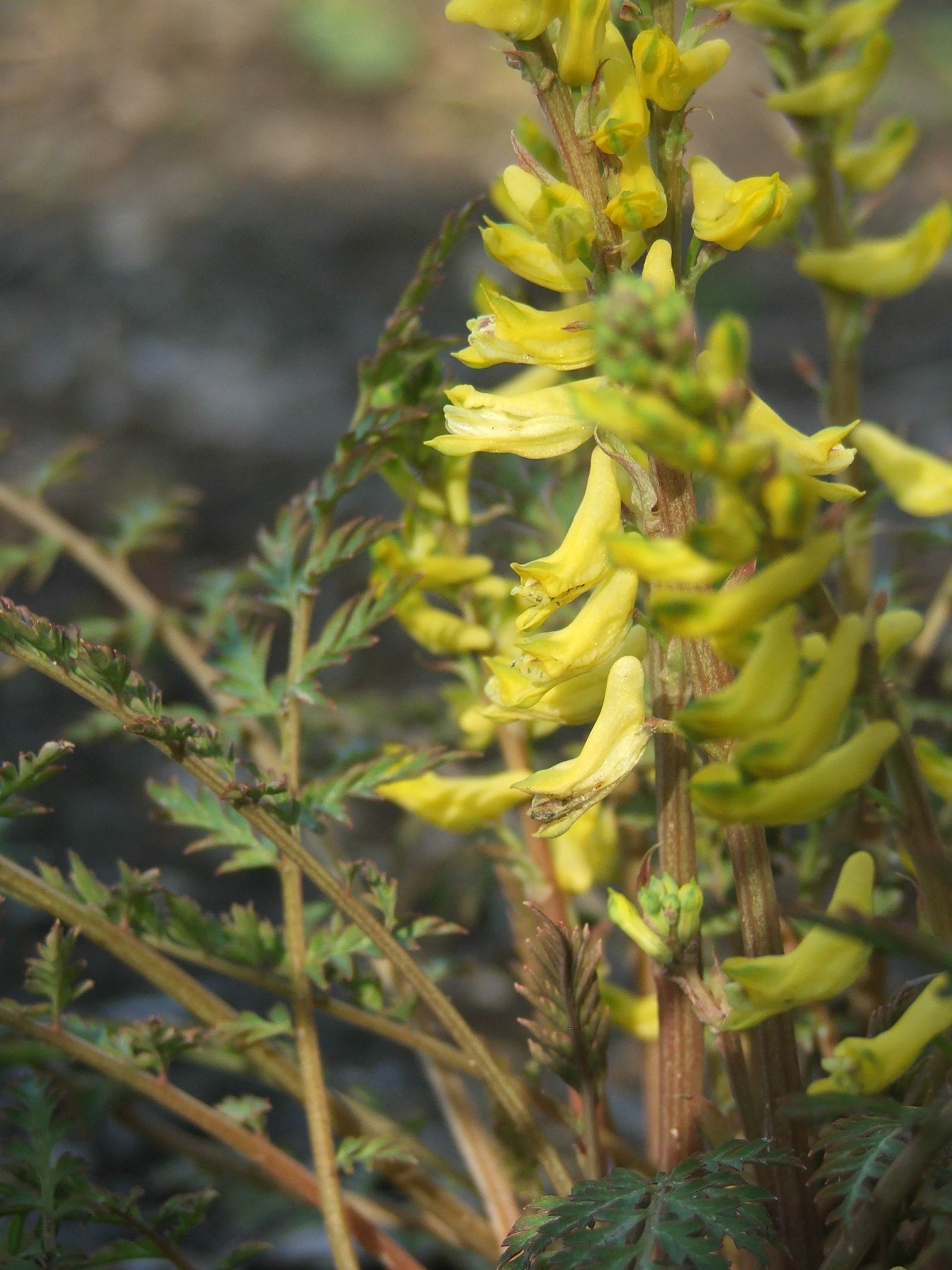
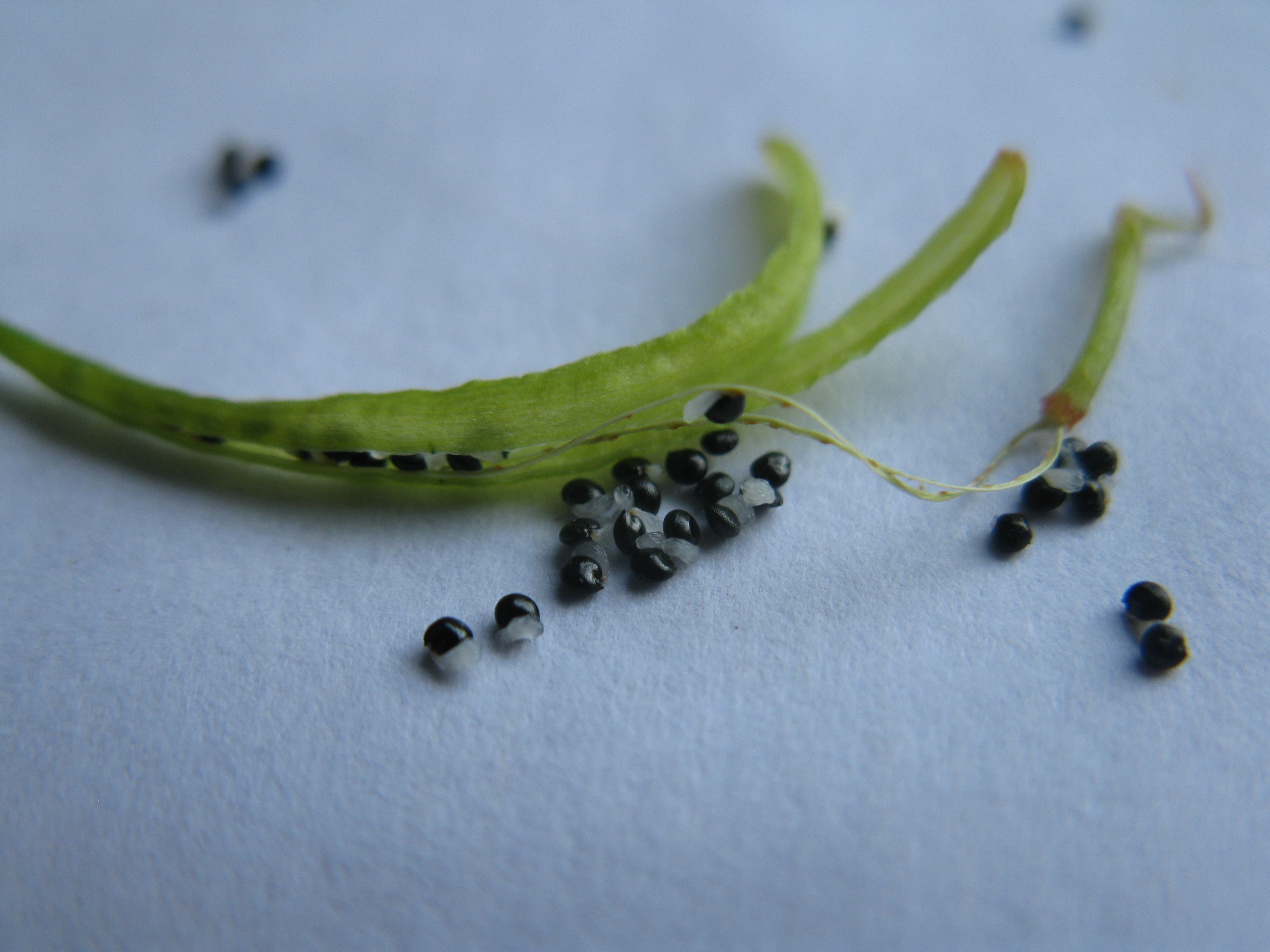
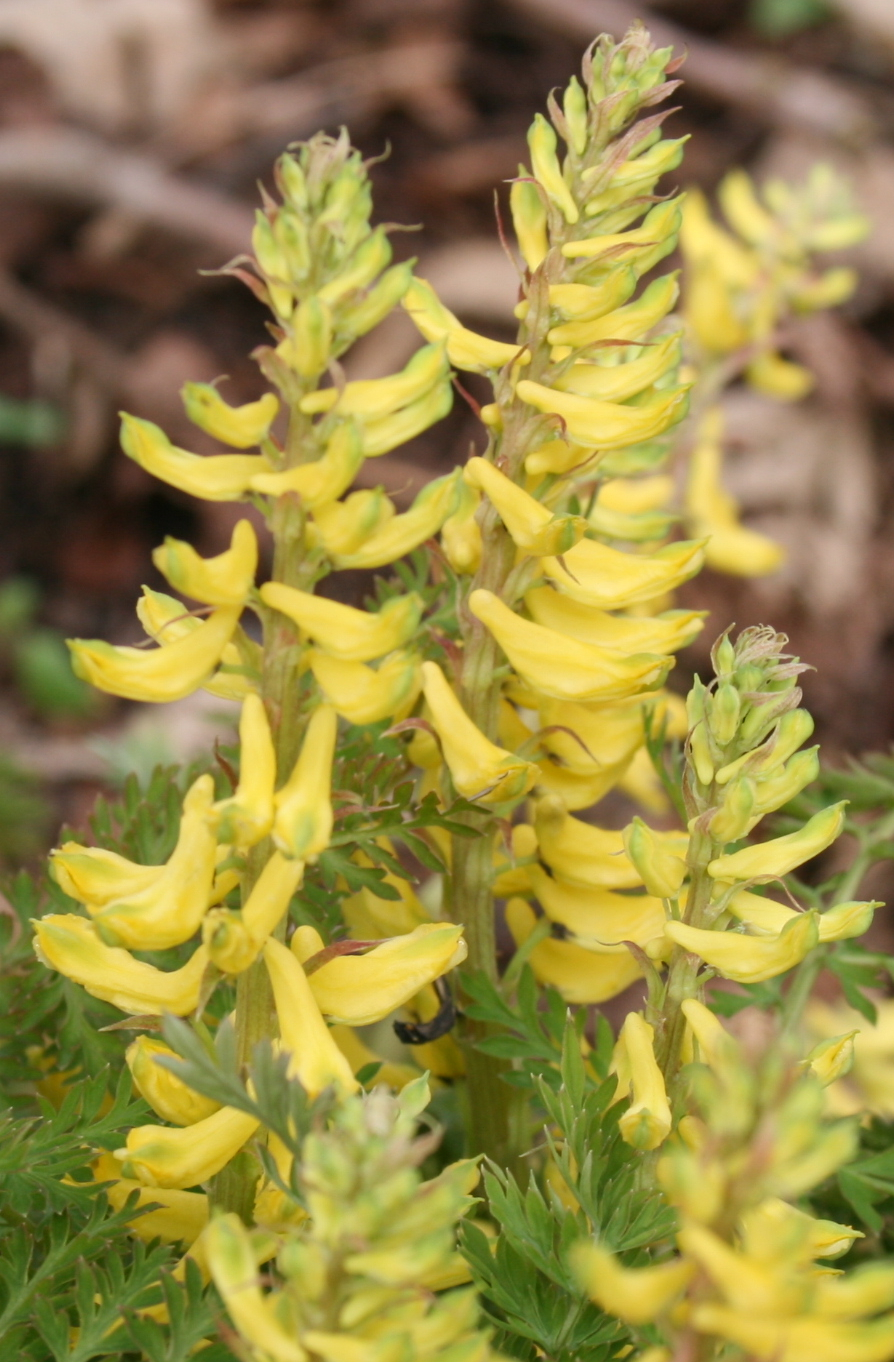
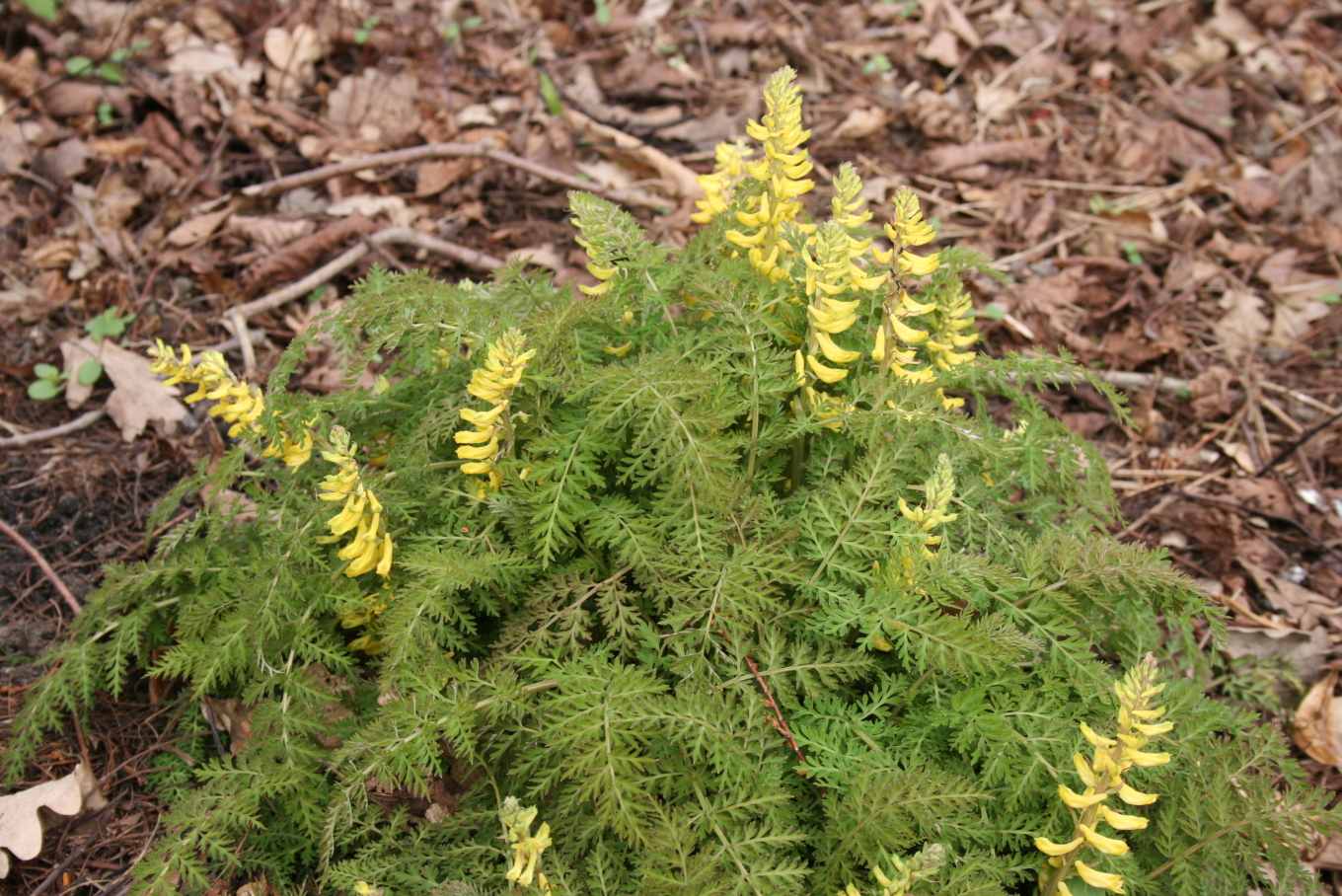